# 게이운칸 (료칸)

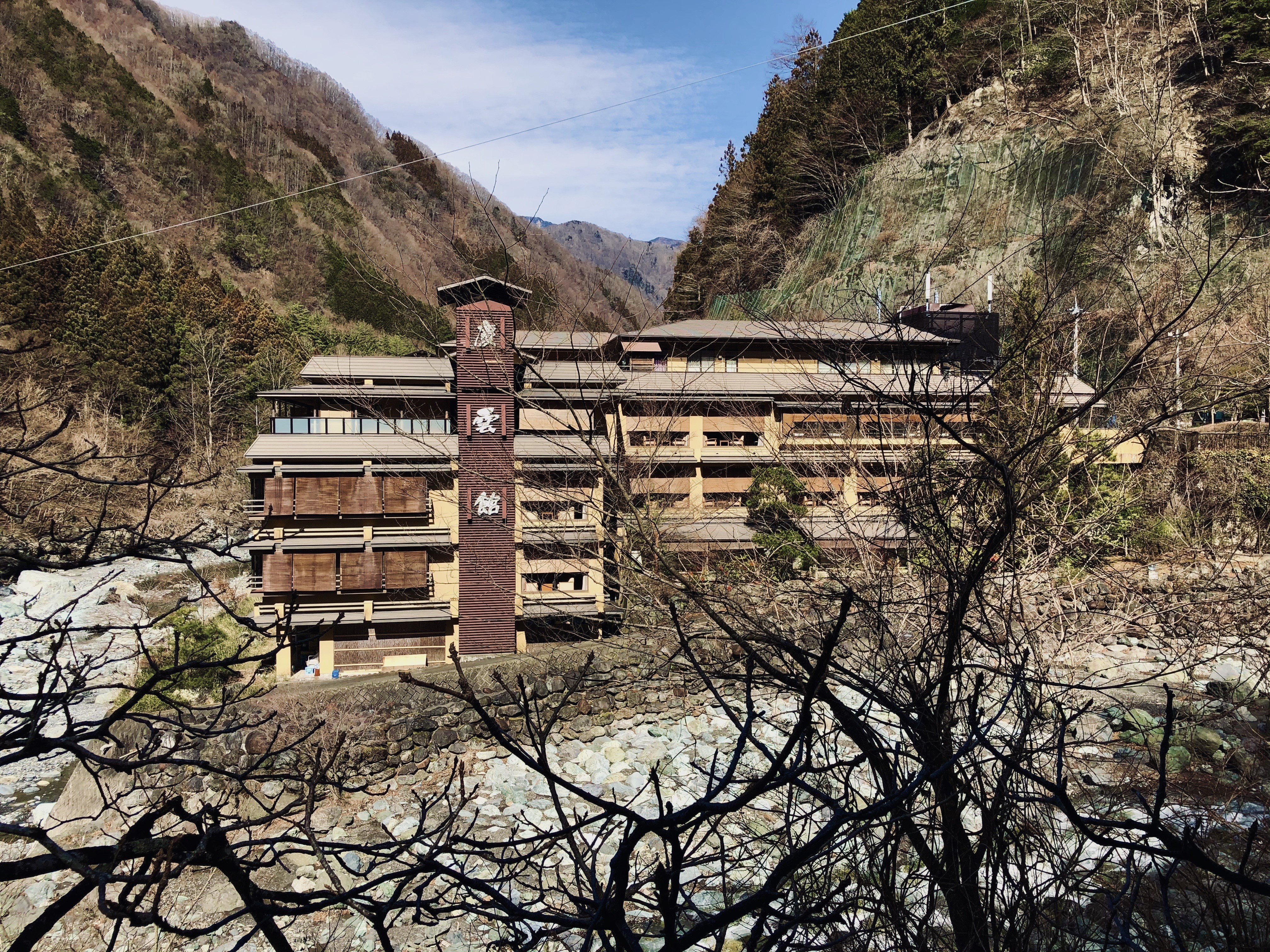

게이운칸(일본어: 慶雲館)은 일본 야마나시현 미나미코마군 하야카와정의 니시야마 온천에 위치한 온천 료칸이다. 기네스 세계 기록에 의해 세계에서 가장 오래된 숙박 시설로 인정되고 있다.

## 연혁
705년에 이곳에서 사냥을 한 후지와라 마히토가 사냥을 한 때 바위 사이에서 활발히 분출하는 온천을 발견된 것이 시초이다. 게이운 연호에 지어졌기 때문에 게이운칸이라고 명명된 이후 다케다 신겐과 도쿠가와 이에야스의 가쿠시유로도 이용되었다.
게이운칸이 소유하고 있는 자연 분출 원천의 용출량은 매분 400리터이다.